# Longo sed proximus intervallo

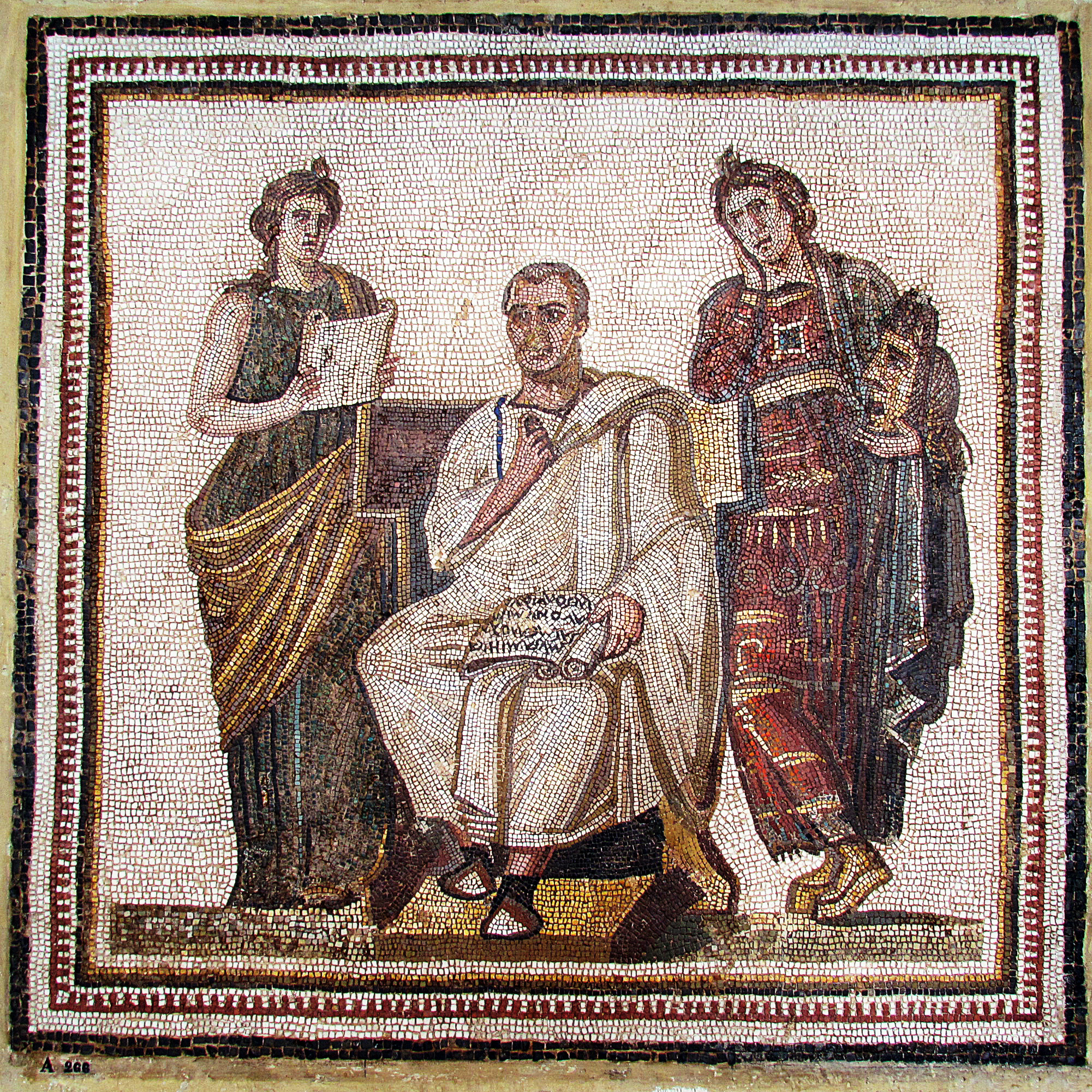
Virgilio con lEneide tra Clio e Melpomene (Museo nazionale del Bardo, Tunisi)

La locuzione latina Longo sed proximus intervallo, tradotta alla lettera, significa dopo, ma ben distanziato (Virgilio, Eneide, libro V, v. 320).
Ai giochi funebri in memoria di Anchise partecipa la migliore gioventù troiana e siciliana. Nella gara della corsa inizialmente domina Niso, mentre secondo ma ben distanziato insegue Salio; dietro di lui, lasciata una distanza, Eurialo terzo (proximus huic, longo sed proximus intervallo, insequitur Salius; spatio post deinde relicto tertius Euryalus).

La frase è utilizzata nel linguaggio comune per sottolineare il distacco in una competizione sportiva tra il vincitore e i suoi rivali.